# Mateo Flecha
Pour les articles homonymes, voir Flecha.
Mateo Flecha ou Mateu Fletxa (Prades, 1481 - 1553) est un compositeur du Royaume d'Aragon surtout connu pour ses ensaladas. Il est parfois connu comme « El Viejo » (l'aîné) pour le distinguer de son neveu, Mateo Flecha « El Joven » (le jeune), également compositeur de madrigaux.

## Biographie
Mateo Flecha est Cantor à la cathédrale de Lleida entre septembre 1523 et octobre 1525.
De là, il déménage à Guadalajara, où il est pendant 6 ans au service du duc Diego Hurtado de Mendoza. Par la suite, il se rend à Valence où il assume la direction du chœur de la chapelle du duc de Calabre. Trois de ses œuvres sont incluses dans le recueil de chansons associées à cette période, y compris le Cancionero de Uppsala. En 1537, Flecha s'installe à Sigüenza où il occupe pendant deux ans le poste de « maestro di cappella ». De 1544 à 1548, il réside dans le château de Arévalo en tant que professeur de Maria et Joanna, les filles de Philippe II d'Espagne. Vers la fin de sa vie, Mateo Flecha est devenu un moine de l'Ordre cistercien au monastère de Poblet, où il meurt en 1553.
Ses ensaladas ont influencé les madrigaux de Joan Brudieu.

## Travaux
La musique de Mateo Flecha a été publiée en partie par Fuenllana dans son Orphenica Lira. Flecha est surtout connu comme compositeur d'ensalada (littéralement « salade »), une œuvre pour quatre ou cinq voix écrite pour la distraction des courtisans dans le palais. Les ensaladas sont souvent un mélange de langues : espagnol, catalan, italien, français et latin. En plus de ses ensaladas, Flecha est connu pour ses villancicos, ou chants de Noël.
Les ensaladas ont été publiées en 1581 par son neveu, Mateo Flecha El Joven, à Prague. Parmi les onze versions de départ des ensaladas, il n’en reste que six : El jubilate, La bomba, La negrina, La guerra, El fuego, et La justa. Quatre des autres ont perdu une voix. El cantate est perdu parce que le neveu Flecha ne l’a pas publié, estimant qu'il était trop long.
Divers vihuelistes espagnol, comme Enríquez de Valderrábano, Diego Pisador, et Miguel de Fuenllana ont adapté des œuvres de Flecha pour la vihuela.

### Liste des œuvres
Bien qu'il ait sûrement écrit d'autres œuvres, les compositions suivantes lui sont attribuées :
Ensaladas pour 4 voix:
- El fuego
- El jubilate
- La bomba
- La caça
- La guerra
- La justa
- La negrina
- La viuda

Ensaladas pour 5 voix:
- Las cañas
- Los chistes
- El cantate o dança despadas (Perdu)

Villancicos pour 3 voix:
- Encúbrase el mal que siento
- O triste de mí
- Si sentís lo que yo siento
- Vella de vós som amorós (attribué à Flecha)

Villancicos pour 4 voix:
- Mal haya quien a vos casó
- Que farem del pobre Joan
- Teresica hermana
- Tiempo bueno
- Riu Chiu

Villancicos pour 5 voix:
- Si amores me han de matar

Œuvres sacrés en latin :
- Miserere (4 voix)
- Doleo super te (Perdu)